# Thrym
Thrym – w nordyckiej mitologii olbrzym, który ukradł Thorowi jego młot Mjöllnir. W zamian za oddanie młota, zażądał Frei za żonę. Thor przebrany za Freję zabił go, wyrwawszy mu młot podczas uczty weselnej.
Pewnego razu, Thor budząc się zauważył zniknięcie swojego młota. Węsząc intrygę, Loki postanowił pomóc Thorowi, wyruszył więc do krainy olbrzymów, gdzie szybko dowiedział się, że to olbrzym Thrym ukradł broń i schował ją 8 mil pod ziemią. Powiedział, że odda młot tylko wtedy, gdy poślubi najpiękniejszą z bogiń, czyli Freję. Freja nie chciała tego robić, jednakże wiedziała, że jeśli Thor nie odzyska młota, Asgardowi grozi upadek. Zebrali się więc wszyscy na boskiej naradzie i długo radzili nad tym, co powinni teraz zrobić. Heimdall – strażnik mostu, wpadł na pomysł przebrania Thora za boginię miłości i wysłanie do Thryma. Nie widząc innego wyjścia, Thor poleciał, wraz z Lokim przebranym za jedną ze służek, do krainy olbrzymów. Thrym ucieszył się wielce na widok ukochanej i nic nie podejrzewał, aż do chwili, w której Thor zjadł podczas uczty całego wołu, osiem łososi i sam wypił trzy beczki miodu, na szczęście Lokiemu udało się załagodzić sytuację, mówiąc że Freja z tęsknoty za olbrzymem nie jadła nic przez bardzo długi czas. Po pewnym czasie, zgodnie z tradycją, by przypieczętować akt małżeństwa, na łonie panny młodej ułożono Mjöllnir. Thor pochwycił go szybko i wymordował weselników, włącznie z Thrymem.
Imię olbrzyma nosi mały księżyc Saturna.